# Chickmanchal, Raichur
Chickmanchal là một làng thuộc tehsil Raichur, huyện Raichur, bang Karnataka, Ấn Độ.